# 69 (роман)
«69» (яп. シクスティナイン Shikusutinain) — роман японского писателя Рю Мураками.

## Общая информация
Роман был впервые опубликован в 1987 году. Действие романа происходит в 1969 году и рассказывает о школьниках старших классов в неизвестном японском городе, которые пытаются подражать контркультурным движениям, происходящим в Токио и в других странах.
Повествование ведётся от имени тридцатидвухлетнего Кэнсукэ Ядзаки о его жизни в 1969 году, когда он был амбициозным и честолюбивым семнадцатилетним юношей. Он жил в Сасебо, на острове Кюсю, где он вместе со своими друзьями попадал в различные приключения. Их приоритетами являлись девушки, кино, музыка, литература, поп-культура, организация школьного фестиваля «Утренняя эрекция».

## Экранизация
В 2004 году роман был экранизирован (в ролях — Сатоси Цумабуки, Андо Масанобу, Юта Канаи, Асами Мидзукава, Рина Оота).
Американская газета The Washington Post писала о романе: «Комбинация экзотики, эротики и потрясающей писательской техники».